# Franklin Salas
Franklin Salas (Los Bancos, 30 augustus 1981) is een Ecuadoraanse profvoetballer.

## Clubcarrière
Salas is een aanvaller die in 2000 zijn profdebuut maakte voor LDU Quito. Tot 2007 speelde hij bij deze club, maar door een knieblessure stond hij lange tijd buitenspel. Deze knieblessure kostte hem tevens de deelname aan het WK voetbal 2006.
In december 2006 was Salas twee weken op proef bij PSV Eindhoven, maar de clubs kwamen niet tot een overeenstemming over de verkoop van de speler. Een half jaar later maakte hij alsnog de overstap naar Europa en ging spelen voor Rode Ster Belgrado. Op 11 augustus maakte hij zijn debuut voor deze club. Na een jaar in Servië waarin hij nauwelijks tot spelen kwam keerde Salas in januari 2008 terug naar zijn oude club LDU Quito.

## Interlandcarrière
Salas maakte zijn debuut voor Ecuador op 16 oktober 2002 in een vriendschappelijke wedstrijd in San José tegen Costa Rica, die eindigde in een 1-1 gelijkspel. Hij trad in dat duel na 72 minuten aan als vervanger van aanvaller Wellington Sánchez.

## Erelijst
LDU Quito
- Campeonato Ecuatoriano

2003, 2005 (A), 2007
- Copa Libertadores

2008
- Copa Sudamericana

2009